# کمی ژاپی
کَـمی ژاپی (فرانسوی: Camille Japy‎؛ زادهٔ ۷ سپتامبر ۱۹۶۸) بازیگر اهل بلژیک است.
از فیلم‌ها یا برنامه‌های تلویزیونی که وی در آنها نقش داشته‌است می‌توان به ربوده‌شده، ۲۰ سال فاصله و دوچرخه‌سواری با مولیر اشاره کرد.